# Parafia św. Anny w Słupie
Parafia św. Anny w Słupie – parafia rzymskokatolicka w diecezji toruńskiej, w dekanacie radzyńskim, z siedzibą w Słupie.
Na obszarze parafii leżą miejscowości Jasiewo i Słupski Młyn. Wcześniej parafia należała do dekanatu łasińskiego.